# علی‌اکبر رهبر
علی‌اکبر رهبر سیاست‌مدار ایرانی بود، که در  دوره بیست و یکم   بعنوان نماینده گرگان در مجلس شورای ملی حضور داشت.